# Pierre-Alain Jolivet
Pour les articles homonymes, voir Jollivet et Jolivet.
Pierre-Alain Jolivet est un réalisateur français né le 15 mai 1935 à Paris et mort le 18 juillet 2005 à Nîmes.

## Biographie
Pierre-Alain Jolivet, fils du compositeur André Jolivet, a suivi les cours du Centre d'Art Dramatique de la rue Blanche et du cours Dullin, sous la direction de Jean Vilar.
Il a réalisé cinq longs métrages, dont une adaptation de la tragédie de Jean Racine, Bérénice.
Metteur en scène de théâtre, il est également l'auteur de plusieurs pièces.

## Filmographie
- 1968 : Bérénice
- 1969 : Le Grand Cérémonial
- 1971 : Ça
- 1973 : La Punition
- 1981 : Haute Surveillance